# Kasidech Wettayawong
Kasidech Wettayawong (Thai: กษิดิ์เดช เวทยาวงศ์, * 21. Januar 1994 in Bangkok), auch als Joe bekannt, ist ein thailändischer Fußballspieler.

## Karriere

### Verein
Seine fußballerische Laufbahn begann 2009 beim Jugendteam von Muangthong United. Hier spielte er zwei Jahre, bevor er 2011 vom Jugendteam in die Seniorenmannschaft wechselte. Von 2011 bis 2015 lief er 51-mal für Muangthong United auf. Hierbei erzielte er drei Tore. Das erste Mal wurde er 2016 an den Ligakonkurrenten Nakhon Ratchasima FC  nach Nakhon Ratchasima ausgeliehen. Hier wurde er 11-mal eingesetzt. 2017 wurde er die Hinserie an BEC Tero Sasana FC ausgeliehen. In 9 Spielen erzielte er ein Tor. Die Rückserie spielte er beim Aufsteiger Pattaya United in Pattaya. Hier kam er lediglich 2-mal zum Einsatz. 2018 wurde er an den Zweitligisten Udon Thani FC nach Udon Thani ausgeliehen. Für Udon absolvierte er elf Spiele. Nach der Hinserie unterschrieb er einen Vertrag beim Erstligisten Suphanburi FC in Suphanburi. Für den Erstligisten absolvierte er 56 Ligaspiele. Im Mai 2021 ging er nach Ratchaburi. Hier unterschrieb er in Ratchaburi einen Vertrag beim Ligakonkurrenten Ratchaburi Mitr Phol. Nach insgesamt 41 Ligaspielen wechselte Wettayawong im Januar 2024 auf Leihbasis zum ebenfalls in der ersten Liga spielenden PT Prachuap FC. Nach neun Ligaspielen wurde sein Leihvertrag im Sommer 2024 nicht verlängert und er kehrte nach Ratchaburi zurück. Hier wurde sein Vertrag nicht verlängert und er wechselte im Juli 2024 zu seinem ehemaligen Verein Muangthong United. Am 24. Mai 2025 stand er mit Muangthong im Finale des FA Cups, das man mit 3:2 gegen den Meister Buriram United verlor.

### Nationalmannschaft
2011 lief er 6-mal für die thailändische U-19-Nationalmannschaft auf. Hier erzielte er drei Tore. Von 2015 bis 2016 spielte er 2-mal für die thailändische U-23-Nationalmannschaft, wobei er ein Tor erzielte.
Im Januar 2015 wurde er von Trainer Kiatisak Senamuang in den Nationalkader für den Kings-Cup berufen. Hier kam er jedoch nicht zum Einsatz.

## Erfolge

### Verein
Muangthong United
- Thailändischer Meister: 2012
- Thailändischer Pokalfinalist: 2024/25

### Nationalmannschaft
Thailand U19
- AFF U19 Youth Championship: 2011